# Febrônia de Nísibis
Febrônia foi uma freira em Nísibis, Mesopotâmia. Conta a lenda que, durante a perseguição de Diocleciano, no início do século IV, ela recebeu a opção de abandonar sua fé pára se casar com o sobrinho do imperador, Lisímaco, que vinha ameaçando se converter ao cristianismo. Febrônia recusou, foi torturada com pinças que lhe arrancaram os seios e assassinada. Lisímaco, testemunhando seu sofrimento e obstinação, se converteu.
Ela é um dos 140 santos cujas estátuas decoram a Colunata de Bernini na Praça de São Pedro, no Vaticano.

## Galeria

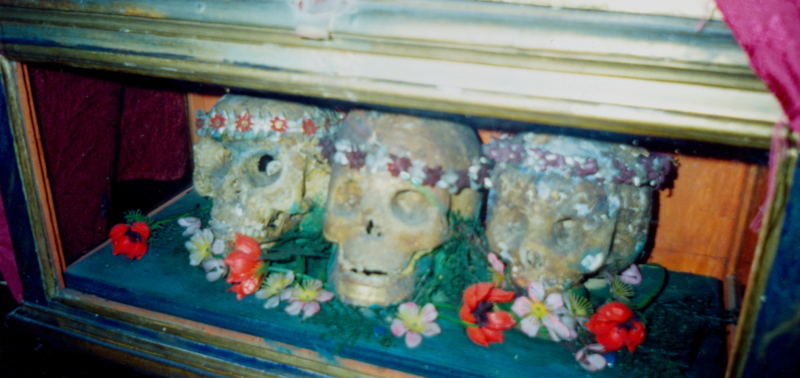
Crânio de Santa Febrônia (centro) em San Carlo ai Catinari, Roma